# Menasco Buccaneer
Menasco Buccaneer — серия американских 6-цилиндровых перевёрнутых рядных поршневых авиадвигателей воздушного охлаждения, разработанных и производившихся в 1930—1940-х годах фирмой Menasco Motors Company, город Бе́рбанк, штат Калифорния.
Применялись преимущественно в лёгкой и спортивной авиации. У моделей с наддувом в названии имелась литера "S" (от англ. supercharged — оснащённый нагнетателем).
Компанией выпускалась также серия аналогичных 4-цилиндровых двигателей, Menasco Pirate.

## Модификации
Menasco A6 Buccaneer

Menasco B6 Buccaneer

Menasco B6S Buccaneer

Menasco C6 Buccaneer

Menasco C6S Super Buccaneer

Menasco D6 Super Buccaneer

## Применение
США
- Bellanca 28-92
- Brown B-2 Racer
- Brown B-3
- Chester Goon
- Crosby CR-4
- Howard DGA-4
- Northrop Beta 3
- Northrop N-9M
- Rider R-6
- Waco Custom Cabin MGC-8

 Великобритания
- Miles Mohawk
- Miles Peregrine

 Нидерланды
- Fokker S.IX/2

 Польша
- PZL.26

 Латвия
- VEF I-14